# Råås kvarn

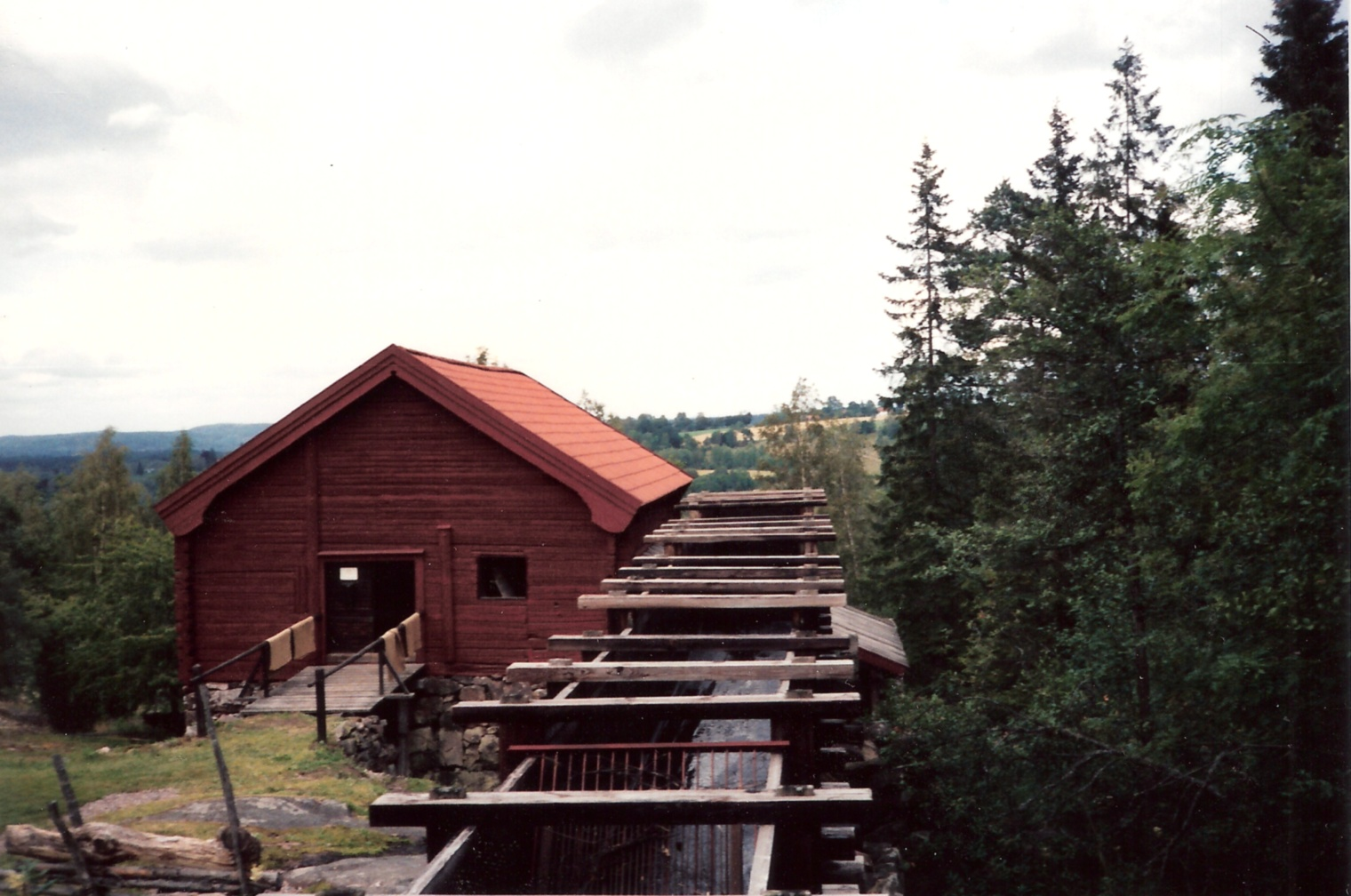
Råås kvarn

Råås kvarn är ett arbetslivsmuseum i Ydre kommun i Östergötland.
Råås kvarn anlades vid Lina å omkring 1742 av häradshövdingen Johan Svanhals och hans hustru Märta Kristina Gyllenståhl på Råås gård. Fallhöjden är där åtta meter. Tidigare drevs kvarnen av två vattenhjul av överfallstyp. Dessa ersattes på 1920-talet av effektivare turbiner. Kvarndriften upphörde 1953.
Föreningen Råås kvarns vänner återställde från 1979 kvarnen i körbart skick och renoverade övriga byggnader och dammar. Kvarnen sattes åter i drift 1987. Råås kvarn förklarades i samband med detta som byggnadsminne. Råås kvarns vänner förvaltar anläggningen.